# آمینو هیپوریک اسید
آمینو هیپوریک اسید (انگلیسی: Aminohippuric acid) یا اسید پارا آمینو هیپوریک (PAH) مشتق شده از هیپوریک اسید، یک عامل تشخیصی مفید در آزمایش‌های پزشکی مربوط به کلیه است که در اندازه‌گیری جریان پلاسمای کلیوی استفاده می‌شود. این ماده یک مشتق آمید از اسید آمینه گلیسین و پارا آمینو بنزوئیک اسید است که به طور طبیعی در انسان یافت نمی‌شود. پیش از استفاده تشخیصی نیاز به تزریق IV دارد.

## تشخیص
PAH برای اندازه گیری جریان پلاسمای کلیوی مفید است.
نسبت استخراج کلیه PAH در یک فرد عادی تقریباً ۰.۹۲ است.

## داروسازی
اسید آمینه هیپوریک اغلب به عنوان نمک سدیم سدیم پارا آمینو هیپورات استفاده می‌شود. در طول جنگ جهانی دوم، پارا آمینو هیپورات همراه با پنی‌سیلین به منظور طولانی‌تر شدن زمان گردش پنی‌سیلین در خون تجویز شد. از آنجایی که هم پنی‌سیلین و هم پارا آمینو هیپورات برای یک ناقل در کلیه با هم رقابت می‌کنند، تجویز پارامین هیپورات با پنی‌سیلین باعث کاهش پاکسازی پنی‌سیلین از بدن توسط کلیه شد و درمان ضد باکتریایی بهتری ارائه کرد. ناقل‌های موجود در کلیه با جابجایی مواد، در این مورد، متابولیت‌های دارو، از خون به ادرار، آنیون‌ها و کاتیون‌های آلی را از خون حذف می‌کنند.
ثابت تفکیک اسیدی (pKa) آن ۳.۸۳ است.